# Llukalkan
Llukalkan („ten, kdo přináší strach“, z jazyka domorodých Mapučů) byl rod abelisauridního teropoda z kladu Furileusauria, žijícího v období pozdní křídy (geologický stupeň santon, asi před 86 až 83 miliony let) na území dnešní argentinské Patagonie (provincie Neuquén). Formálně byl typový druh Llukalkan aliocranianus popsán v březnu roku 2021.

## Objev a popis
Fosilie tohoto abelisaurida byly objeveny v sedimentech geologického souvrství Bajo de la Carpa. Identifikována byla mozkovna dinosaura, dnes s označením MAU-Pv-LI-581. Fosilie tohoto teropoda byly objeveny na lokalitě La Invernada, jen 700 metrů od místa objevu typového exempláře blízce příbuzného druhu Viavenator exxoni, formálně popsaného roku 2016. Llukalkan je viavenatorovi značně podobný, byl ale menší a lišil se v některých anatomických detailech lebky. Pravděpodobně měl velmi dobrý sluch, lepší než ostatní dosud známí abelisauridi.
Dalšími blízce příbuznými rody byly Quilmesaurus, Caletodraco a také podstatně větší Pycnonemosaurus.